# アッシュフォードスタッド
アッシュフォードスタッド（Ashford Stud）は、アメリカ合衆国ケンタッキー州バーセイルズに所在する競走馬の生産及び種牡馬の繋養を行うクールモアグループの牧場である。経営者はジョン・マグナー。1982年に設立された。
アシュフォードスタッドとも呼ばれることもある。

## 主な繋養馬
種牡馬
- アメリカンファラオ
- コーニッシュ
- Echo Town
- Epicenter
- Golden Pal
- ジャッククリストファー
- ジャスティファイ
- マキシマムセキュリティ
- メンデルスゾーン
- Mo Town
- Munnings
- Practical Joke
- ティズザロウ
- Domestic Product
- Gunite

## 過去の繋養馬
種牡馬
- アンクルモー
- カラヴァッジオ
- エアフォースブルー
- Bianconi
- Black Minnaloushe
- ケープブランコ
- シガー
- Competitive Edge
- クラシックエンパイア
- デクラレーションオブウォー
- エルグランセニョール
- フサイチペガサス
- ジャイアンツコーズウェイ
- ヘネシー
- ヘンリーザナビゲーター
- Hold That Tiger
- オナーアンドグローリー
- ヨハネスブルグ
- キングオブキングス
- マジシャン
- パワーズコート
- リズム
- ロイヤルアカデミー
- スキャットダディ
- シャンハイボビー
- サザンヘイロー
- スピニングワールド
- Stay Thirsty
- ストームバード
- ストラヴィンスキー
- テイルオブザキャット
- Thewayyouare
- サンダーガルチ
- Vancouver
- Verrazano
- ウッドマン
- Cupid
- アーリーヴォーティング
- ルッキンアットラッキー

繁殖牝馬
- フェアリーブリッジ
- フォールアスペン